# Hombres G
Hombres G est un groupe de musique espagnol fondé en 1982 à Madrid.
Il regroupe David Summers, Daniel Mezquita, Rafael Gutiérrez et Javier Molina.

## Discographie
- Hombres G (1985)
- La cagaste... Burt Lancaster (1986)
- Estamos locos... ¿o qué? (1987)
- Agitar antes de usar' (1988)
- Voy a pasármelo bien (1989)
- Ésta es tu vida (1990)
- Historia del bikini (1992)
- Peligrosamente Juntos (2002)
- Todo esto es muy extraño (2005)
- 10 (Hombres G album)|10 (2007)
- Desayuno continental (2010)
- En la playa (2011)
- 30 años y un día (2015)
- Resurrección (2019)
- La Esquina de Rowland (2021)

## Prix et reconnaissance
En 2017, le groupe reçoit du Ministère de l'Éducation, de la Culture et des Sports espagnol la médaille d'or du mérite des beaux-arts.